# Miss Mundo 2013
Miss Mundo 2013 fue la 63.ª edición de Miss Mundo, que se llevó a cabo el 28 de septiembre de 2013 en Bali, Indonesia. 128 candidatas compitieron a este evento siendo la edición del certamen que hasta el momento reunió más candidatas en la historia. Al final de la noche, Wen Xia Yu, Miss Mundo 2012, de China coronó a Megan Young de Filipinas como su sucesora.

## Resultados
| Resultado final | Candidata |
| --------------- | --- |
| Miss Mundo 2013 | - Filipinas - Megan Young |
| 1.ª finalista   | - Francia - Marine Lorphelin |
| 2.ª finalista   | - Ghana - Naa Okailey Shooter |
| Top 6           | - Brasil - Sancler Frantz - España - Elena Ibarbia - Gibraltar - Maroua Kharbouch Δ |
| Top 11          | - Australia - Erin Holland - Indonesia - Vania Larissa - Inglaterra - Kirsty Heslewood - Jamaica - Gina Hargitay - Nepal - Ishani Shrestha |
| Top 21          | - Aruba - Larissa Leeuwe - Bélgica - Noémie Happart - Canadá - Camille Munro - Eslovaquia - Karolína Chomisteková - Estados Unidos - Olivia Jordan - India - Navneet Kaur Dhillon - Italia - Sarah Baderna - Países Bajos - Jacqueline Steenbeek - República Dominicana - Joely Bernat - Ucrania - Anna Zayachkivska |

- Δ Votada por el público de todo el mundo vía internet.

### Reinas continentales
| Continente     | Candidata                     |
| -------------- | ----------------------------- |
| África         | - Ghana – Naa Okailey Shooter |
| América        | - Brasil – Sancler Franz      |
| Asia y Oceanía | - Filipinas – Megan Young     |
| Caribe         | - Jamaica – Gina Hargitay     |
| Europa         | - Francia – Marine Lorphelin  |

## Relevancia histórica de Miss Mundo 2013
- Filipinas gana el título de Miss Mundo por primera vez.
- A diferencia del año anterior con 30, fueron 20 las semifinalistas.
- Brasil, España,Estados Unidos, Filipinas, India, Indonesia, Inglaterra, Jamaica, Nepal, Países Bajos y República Dominicana repitieron clasificación.
- Fue la edición con más candidatas en la historia del certamen, con 128.
- En esta edición, el público votó por la candidata de su preferencia, quien fue incluida directamente en el top 6, siendo la ganadora la representante de Gibraltar.